# Alex Landenburg

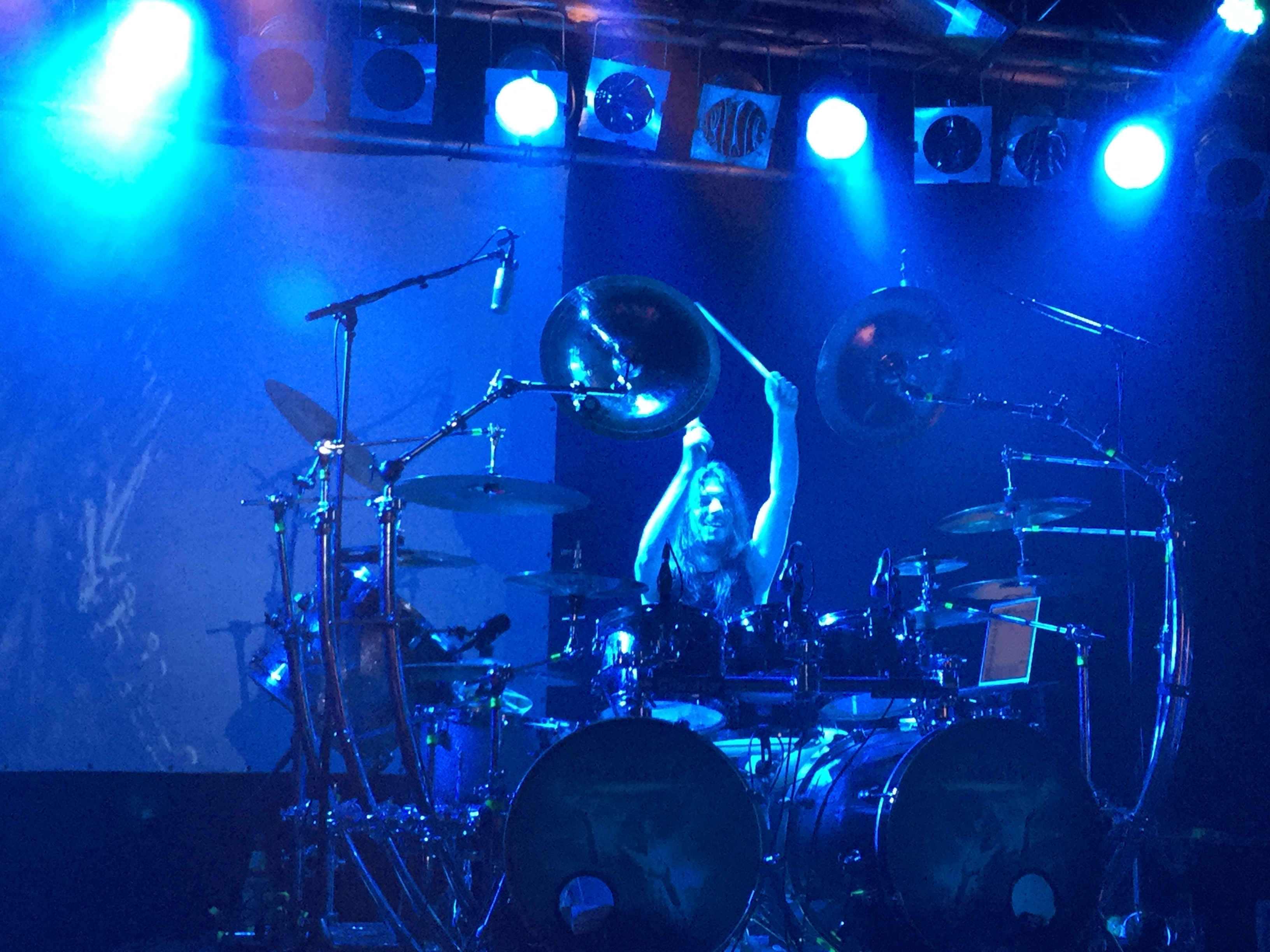
Alex Landenburg bei einem Auftritt mit Luca Turilli’s Rhapsody in München (2016)

Alexander „Alex“ Landenburg (* 30. Oktober 1979 in Ottweiler) ist ein deutscher Schlagzeuger.

## Werdegang
Landenburg besuchte das Gymnasium Ottweiler im Saarland. Dort begann er im Alter von elf Jahren, in der schuleigenen Big Band Schlagzeug zu spielen. Gleichzeitig spielte er in der lokalen Power-Metal-Band Angels Cry aus Neunkirchen, die 1997 ein Demo und eine Single aufnahmen. Nach dem Abitur unterrichtete er einige Jahre an privaten Musikschulen. Außerdem engagierte er sich weiter in diversen lokalen Bands.
Bekannt wurde er ab 2007. In diesem Jahr übernahm er bei Annihilator die Rolle des Tourdrummers. 2010 ersetzte er den erkrankten Jörg Michael bei Stratovarius. Als Live-Schlagzeuger war er auch bei Timo Tolkkis Band Symfonia, Bonfire und Masterplan beteiligt. Als fester Schlagzeuger stieg er von 2008 bis 2011 bei Axxis ein. Darüber hinaus ist er seit 2007 Mitglied der Progressive-Metal-Band Mekong Delta, mit der er bislang drei Alben einspielte. Zusammen mit Marco Wriedt ist er Gründungsmitglied der Band 21Octayne, die 2014 mit Into the Open auf AFM Records debütierte. Seit 2012 spielt er außerdem bei Luca Turilli’s Rhapsody und ersetzte dort Alex Holzwarth, der bei Rhapsody of Fire verblieb. Landenburg war erstmals auf der Single Rosenkreuz (The Rose and the Cross) zu hören.
Seit 2016 spielt Landenburg auch in der Band Cyhra mit den ehemaligen In-Flames-Musikern Jesper Strömblad und Peter Iwers.
Seit 2018 ist er zudem Schlagzeuger der Band Kamelot.

## Instrumente
Landenburg spielte von 2009 bis 2015 Schlagzeuge der Firma DrumCraft, die ihm 2010 ein auf 50 Stück limitiertes Sondermodell widmete. Seit 2017 spielt er Schlagzeuge der Firma Mapex. Außerdem spielt er Becken der Firma Zildjian, Felle von Remo und Sticks der Marke Vater. Seit 2009 ist er Endorser für die E-Drum Marke 2box.
2010 wurde Landenburg von dem Schlagzeugmagazin Drumheads in der Sonderausgabe „Drumheroes – die besten deutschen Drummer“ mit einem Platz in der Kategorie „Die Helden von morgen“ bedacht.

## Diskografie

### Mit 21Octayne
- 2014: Into the Open (AFM Records)
- 2015: 2.0 (AFM Records)

### Mit Angels Cry
- 1997: A Prophecy (Demo)
- 1997: Ruthless Acts (Single, Eigenproduktion)

### Mit At Vance
- 2011: Tokyo (Single, AFM Records)

### Mit Axxis
- 2009: Utopia (AFM Rercods)
- 2011: 20 Years of Axxis (Phonotraxx Publishing)
- 2014: Kingdom of the Night II (Phonotraxx Publishing, als Gast)

### Mit Broken Grace
- 2003: One More Day (Eigenproduktion)

### Mit Systopia
- 2016: Tales From The Unknown (Eigenproduktion)

### Mit Mekong Delta
- 2010: Wanderer on the Edge of Time (Aaarrg Records)
- 2012: Intersections (Steamhammer)
- 2014: In a Mirror Darkly (Steamhammer)

### Mit Luca Turilli’s Rhapsody
- 2015: Rosenkreuz (The Rose and the Cross) (Single, Nuclear Blast)
- 2015: Prometheus, Symphonia Ignis Divinus (Nuclear Blast Records)
- 2016: Cinematic and Live, drums & Co-Produzent (Nuclear Blast Records)

### Mit Cyhra
- 2017: Letters to Myself (Spinefarm Records)

### Mit Kamelot
- 2020: I am the Empire (Napalm Records)